# 법적 안정성
법적 안정성(法的 安定性)은 법에 의하여 질서가 안정되어 있는 것 및 개개의 법규가 안정되어 있는 것을 말한다. 법의 임무는 법에 의한 사회 질서 확립에 있으므로 법질서 자체의 안정이 무엇보다 필요하다. 한편 법은 인간관계의 정의에 확보하고 실현시키는 것을 임무로 하므로 법 자체가 안정되어 있어서, 같은 형태로 공평하게 적용시킬 필요가 있다. 따라서 법질서 자체에서나 개개의 법규에 관해서나 조령모개(朝令暮改)는 법적 안정성을 해치게 되는 것이다. 또한 법적 안정성은 사람들이 자기의 행위가 어떤 법률 효과를 가져올 것인가를 예측할 수 있게 하며(법의 확실성), 거래의 안전에 도움이 된다는 의의를 갖는다.
그러나 법적 안정성을 너무 강조하게 되면 구체적 타당성이 결여되어 심할 때는 부정한 법도 법으로서 고집하게 되는 경우가 생긴다. 무법·무질서한 상태에 놓여 있는 것보다는 무엇인가의 질서가 법에 의하여 주어지는 것이 필요하다는 점에 법적 안정성의 최소한의 의의가 있다.

## 같이 보기
- 정의